# Scary Masquer
Scary Masquer или Страшная маска — графический роман, созданный российской художницей Akeema. В нём рассказывается о девушке-авторе комиксов, которая невольно  становится главной героиней придуманного ею жестокого мира, надев маску одного персонажа. В 2009 и 2010 годах на фестивале рисованных историй КомМиссия в Москве работа получала приз за первое место в номинации «Манга». Роман опубликован издательством "Комикс Паблишер".